# ホスゲンオキシム
ホスゲンオキシム(Phosgene oxime)は腐食性と掻痒性の性質を持つびらん剤に分類される化学兵器の一種である。
ハロゲン化オキシム剤の中で最も毒性が強く、マスタードガスよりも皮膚への刺激性が高いと言われている。
実際に戦争で使われたことがないため人体に対する作用は不明な点が多く、下記の作用も動物実験による効果から推測されているだけである。

## 毒性
人体の表面に付着すると加水分解によって塩酸とアルデヒド基に分離する。
塩酸が皮膚や粘膜を焼き、アルデヒド基がタンパク質の側鎖のアミノ基と反応を起こし細胞を壊死させる。
- LCt50：3,200 mg・min/m3（推定値）

皮膚
効果は曝露するとすぐに現れる。
30分以内に皮膚発赤が現れる。
24時間前後で皮膚が壊死し爛れ、3週間以上は爛れが続く。
目
激しい痛みを伴い浮腫と眼瞼痙攣を起こす
曝露量が多いと失明する場合もある。
呼吸器
肺水腫を起こし、酷い場合には肺血栓症を起こして死ぬ場合もある。
消化器系
胃腸などから出血を起こすことが動物実験で確認されている。
金属類
鉄などの金属と接触すると非常に不安定になり分解しながら腐食させる。
塩化鉄と接触すると爆発的に分解する。